# フェリブリッジの戦い
フェリブリッジの戦い（Battle of Ferrybridge）は、薔薇戦争中の1461年3月28日、タウトンの戦いの前の小規模な局地戦としてヨーク派とランカスター派が争った戦い。
自分自身を国王であると公布した後、ヨーク派のエドワード4世は兵を集結させヨークシャーのフェリブリッジを流れるエア川（Aire River）のランカスター派の拠点に向け北進した。3月27日、先頭を進むウォリック伯はフェリブリッジで、川の両岸を板でつないで即席の橋（それまであった橋はランカスター派が破壊していた）を作り、渡河を強行した。渡河の過程で彼は、凍えるほどの冬の水と、対岸からランカスター派のゲリラ部隊が放つ弓矢の雨に、多くの部下を失った。なんとか渡河したがランカスター派を視認できぬ状態のまま、ウォリック伯は野営地を川の北岸に設置し部下に橋を修繕させた。
次の日早朝、ヨーク派はクリフォード卿とネヴィル卿（ウォリック伯の大伯父）指揮下のランカスター派の奇襲攻撃を受けた。完全に不意を突かれて混乱状態のウォリック伯の軍隊は、多くの損失を受けた。野営地にいたウォリック伯の副官のフィッツウォルーター卿は、兵を立て直そうとしつつも致命傷を負った（彼はこの1週間後に死ぬ）。また、ウォリック伯の異母兄弟である「ソールズベリーの庶子」は殺され、ウォリック伯自身も退却の途中で足に矢を受けて負傷してしまった。フランスの年代記編者 ジャン・ド・ワーリン（Jean de Waurin）の記録によると、約3,000人の兵がこの戦いで戦死したとされる。
この戦闘の後エドワード4世のヨーク派主力軍が到着し、エドワード4世とウォリック伯は橋に戻り、その惨状を目のあたりにした。ウォリック伯は叔父フォーコンバーグ卿とヨーク派装甲部隊を派遣して、上流の浅瀬を渡ってクリフォード卿を追いかけさせた。フォーコンバーグ卿はランカスター派主力軍の見える所までクリフォード卿を追いかけ、凄まじい戦闘の後にクリフォード卿を打ち負かした。クリフォード卿はのどに矢を受けて戦死した。なぜか喉を防護するはずの兜は脱いでいた。